# Lista odcinków serialu Tancerze
Poniżej znajduje się lista odcinków serialu Tancerze emitowanego na kanale TVP2 oraz TVP HD.

## Seria Pierwsza

### Pierwszy semestr
| 1 | Pierwsze kroki     | 4 kwietnia 2009  |
| Akcja serialu zaczyna się w momencie egzaminów do elitarnej Wyższej Szkoły Sztuk Scenicznych Heleny Nałęcz-Gonzales. Jak co roku kilkuset kandydatów walczy o dwadzieścia wolnych miejsc. Rywalizacja jest ogromna, odpada wielu kandydatów, wybuchają pierwsze konflikty. Dochodzi do scysji między Piotrem i Robertem. W efekcie Piotr nie przystępuje do egzaminu. Nie mając gdzie się podziać, błąka się po parku i zostaje napadnięty. |                    |                  |
| 2 | Naga prawda        | 11 kwietnia 2009 |
| Piotr zostaje przyjęty do szkoły. Uczniowie zapoznają się z regulaminem i nauczycielami. Zdemaskowana przez Romę Alicja nie radzi sobie na zajęciach z uczniami, którzy korzystają z każdej okazji, żeby ją ośmieszyć. Po skończonych lekcjach upija się. |                    |                  |
| 3 | Pokusa             | 18 kwietnia 2009 |
| Piotr dowiaduje się, że nie dostanie pieniędzy od matki, a ma tylko dwa dni na opłacenie czesnego. Zdesperowany decyduje się ukraść drogi zegarek Roberta. Robert jest wściekły i oświadcza grupie, że jest wśród nich złodziej. Sylwia chce sprzedać skuter – prezent od ojca. Zamierza zemścić się w ten sposób za to, że ojciec po raz kolejny zapomniał o spotkaniu. Z uzyskanych pieniędzy opłaca czesne Piotra, myśląc, że kupi jego uczucia. |                    |                  |
| 4 | Początki są trudne | 25 kwietnia 2009 |
| Szkoła otrzymuje propozycję zorganizowania tanecznego show reklamującego telefony komórkowe. Helena, która ma wątpliwości, czy studenci powinni brać udział w takim przedsięwzięciu, odrzuca ofertę. Antoni namawia Piotra, by ten przygotował show na własną rękę, a pieniądze przeznaczył na czesne. W Internecie ktoś zamieszcza satyryczny filmik z postaciami Romy i Jerzego, którzy kłócą się i godzą. Helena jest oburzona, wzywa nauczycieli do siebie. Krzysztof zadaje studentom trudne ćwiczenie: mają zagrać wzruszenie, sięgając do osobistych przeżyć.                                                                                                   |                    |                  |
| 5 | Nowy               | 2 maja 2009      |
| Kuba nie może wycofać się z występu w klubie nocnym. Alicja zaczyna uczęszczać na terapię AA. W szkole zjawia się nowy uczeń. Rafa otrzymał stypendium, więc był zwolniony z egzaminów. Chłopak jest wesoły, bezpośredni i dowcipny, ale nie cieszy się sympatią uczniów. Jerzy cierpi z powodu nieodwzajemnionej miłości do Romy. Krzysztof chce mu pomóc, więc organizuje kolację, na którą poza Romą i Jerzym zaprasza Alicję. Roma odkrywa intrygę, lecz Krzysztof spędza z Alicją sympatyczny wieczór. Nauczyciele obawiają się, że Rafa opuści szkołę. - Notatka: Pierwszy odcinek z udziałem Wojciecha Michalaka jako Rafał "Rafa" Czałtis.                     |                    |                  |
| 6 | To tylko miłość    | 9 maja 2009      |
| Helena poszukuje pomysłów, które uatrakcyjnią szkolne zajęcia. Mimo protestów Bernarda wybiera propozycję Jerzego, który jest za tematem o miłości. Roma bierze udział w castingu do musicalu “Grease”. Jej rywalkami są studentki: Dorota, Inga i Sylwia. Roma, wskutek zbiegu okoliczności, dostaje jedną z mniejszych ról, główną postać ma zagrać Sylwia. Reżyser jednak odbiera jej rolę i obsadza Romę, która jest jego znajomą. Po kilku nieudanych próbach Bernard odrzuca program Jerzego. Na zajęciach oświadcza, że opuściła go żona. |                    |                  |
| 7 | Kwestia zaufania   | 16 maja 2009     |
| Krzysztof zadaje studentom ćwiczenie na zaufanie. Sylwia i Piotr muszą ćwiczyć z Robertem. Piotr pracuje dorywczo, by jak najszybciej zwrócić Sylwii dług. Spóźnia się na zaliczenie. Dochodzi do konfliktu w grupie. Robert cieszy się, że będzie miał okazję spotkać się z synem. Czeka na telefon od matki dziecka. Lecz kurtka, w której ma aparat, znika. Okazuje się, że Sylwia powiesiła ją na linie do ćwiczeń dla linoskoczków. Narażając się na niebezpieczeństwo, Robert pokonuje przeszkodę. Inga podkrada wyrzucone przez Jerzego zaproszenie na koncert. - Specjalny udział: Kasia Sowińska, Rafał Mroczek, Łukasz Płoszajski oraz Natural Dread Killaz. |                    |                  |
| 8 | Chwila szczerości  | 23 maja 2009     |
| Trwają przygotowania do dni otwartych w szkole. Piotr i Dorota pracują nad szkolną wersją musicalu “Hair”. Inga doradza Dorocie, by wyznała Piotrowi uczucia. Helena prosi Alicję o zastępstwo w teatrzyku kukiełkowym, do którego zaprosiła też Krzysztofa. Alicja odmawia. Tymczasem do Piotra przyjeżdżają z wizytą rodzice. Chłopak zaprasza ich na premierę musicalu “Hair”. Ojciec nie potrafi wybaczyć synowi kłamstwa i zaakceptować wyboru szkoły artystycznej. |                    |                  |

## Seria Trzecia

### Trzeci semestr
| 21 | Po wakacjach                 | 16 września 2010     |
| Wszyscy uczniowie wracają do szkoły tanecznej. Jednak w tym roku dyrekcja nie robi naboru uczniów, tylko przyjmuje 3 studentów na drugi rok. Uczelnia ma problemy finansowe, gdyż podczas wakacji została zalana. Teraz powoli jest odnawiana. Ojciec Sylwii zaproponował jej prestiżową szkołę w Paryżu, lecz ona wybrała szkołę Heleny Nałęcz-Gonzales we Wrocławiu. Przez to ojciec zablokował córce konto. Dziewczyna musiała sprzedać swój brylant, by je zdobyć. W akademiku musi mieszkać z Dorotą i Ingą w jednym pokoju. Na drugi rok dostały się dwie dziewczyny Anna i Marta oraz jeden chłopak Miron. Studenci zrobili sobie imprezę w akademiku, a nauczyciele w sali tanecznej. Roma w pewnej chwili zauważyła idącą Ingę, a po chwili Jerzego wchodzącego do szatni, gdzie się całowali. Postanowiła powiedzieć to Helenie. Romans nauczyciela ze studentką wyszedł na jaw. Dyrektorka nie chciała wyrzucać nauczyciela z uczelni, więc wyrzuciła go z akademika. Piotr nadal jest zły na Sylwię, lecz chciałby zacząć z nią od początku. Niestety widział, jak dziewczyna spała w objęciach Roberta. - Notatka: Od tego odcinka do głównej obsady dołącza Katarzyna Kurylońska jako Aleksandra Szymanowska, chociaż w drugiej serii występowała w roli drugoplanowej oraz Kaja Walden jako Marta Pawłowicz i Marcin Krajewski jako Miron Jorge. - Notatka: Od tego odcinka zmienił się aktor grający Piotra. |                              |                      |
| 22 | Bezdomni                     | 23 września 2010     |
| Jerzy po aferze z Ingą musi opuścić akademik. Nieoczekiwanie Bernard proponuje mu lokum u siebie. Nie zdając sobie sprawy z konsekwencji, Jerzy przystaje na propozycję. Nowi studenci Marta i Miron powoli aklimatyzują się w grupie. Miron swoim popisowym tańcem robi wielkie wrażenie na kolegach i Romie. Roma, chcąc wykorzystać potencjał Mirona, proponuje Helenie wyreżyserowanie musicalu z nowym studentem. Ale Helena ma inny pomysł. Okazuje się, że Martę i Alicję, nauczycielkę tańca klasycznego, łączy dużo więcej niż to samo nazwisko. Dorota po prowokacji Sylwii zrywa z Dominikiem, a Piotr po raz kolejny przekonuje się, że podjął dobrą decyzję, zrywając z Sylwią. Krzysztof myśląc, że przeprowadzi się do Alicji, nie przedłuża umowy najmu mieszkania i kiedy chce oznajmić Alicji swoją decyzję, dowiaduje się, kim dla Alicji jest Marta. To wszystko komplikuje sprawy i Krzysztof musi sobie poszukać innego mieszkania. Z pomocą przychodzi Bernard, który przygarnia Krzysztofa, jednak ma dla nowych współlokatorów bardzo złą nowinę. |                              |                      |
| 23 | Pod wpływem chwili           | 30 września 2010     |
| W szkole odbywa się casting do pokazu bielizny w centrum handlowym. Wygrywają go wszyscy nasi główni bohaterowie. Piotr i Dorota są wybrani na pierwszą parę w pokazie. Bardzo ich to zbliża. Piotr oczarowany rozbudzonym seksapilem Doroty całuje ją na zakończenie. Sylwia startuje w parze z Robertem. Ponieważ Robertowi zabrakło pieniędzy na prezent dla syna, oddaje mu swoje honorarium, pomimo że musi teraz sama zarabiać na własne utrzymanie i bardzo by jej się przydało. Alicja nie dopuszcza, by organizator pokazu, który jest znajomym Alicji z czasów go go, zaproponował Marcie i innym studentkom zarabianie łatwych pieniędzy w nocnym klubie. |                              |                      |
| 24 | Pierścionki                  | 7 października 2010  |
| Indze, świeżo upieczonej narzeczonej, ginie pierścionek zaręczynowy. Wszystko wskazuje na kradzież. Podejrzenie pada na wciąż zazdrosną o Jerzego Romę. Inga ze strachu próbuje ukryć zgubę przed Jerzym. Sylwia ma poważne kłopoty finansowe, na dodatek kolejna rata za studia nie wpłynęła do szkoły. Ojciec dziewczyny zablokował wszystkie środki finansowe. Sylwia szuka wyjścia z trudnej sytuacji. Jerzy dostaje propozycję grania na dobrze płatnych imprezach, postanawia założyć zespół. Próbuje namówić studentów. Inga jest pewna, że Jerzy zaproponuje jej, by została wokalistką zespołu. Nie wie jednak, że w szkole ma poważną konkurentkę. |                              |                      |
| 25 | Bo najważniejsza jest miłość | 14 października 2010 |
| Piotr szuka miejsca, gdzie może być z Dorotą sam na sam. Postanawia za pieniądze z pokazu wynająć pokój w hotelu. Dziewczyna zgadza się. W recepcji hotelowej spotyka jednak swojego ojca z... prostytutką. Ojciec jej nie zauważa. Kiedy Dorota jest już w pokoju z Piotrem nie może poddać się romantycznemu nastrojowi, cały czas myśli o ojcu. W końcu wychodzi zostawiając zdezorientowanego chłopaka samego w pokoju. Robert postanawia kupić zabawkę Sergiuszowi. Brakuje mu jednak pieniędzy. Sylwia dokłada brakującą kwotę. Jednak dziadkowie chłopca nie chcą ich wpuścić. Uważają, że uniemożliwiając Robertowi kontakty z synem, chronią wnuka. Sylwia wkracza do akcji i przekonuje dziadków, by zaufali Robertowi. Krzysztof zaprasza Alicje do restauracji na swoje 40. urodziny. Kobieta jednak jedzie na komendę po swoją siostrę, która została zatrzymana za jazdę bez biletu i bez dokumentów. Między siostrami dochodzi do ostrej kłótni. Alicja wraca do Krzysztofa. Po raz pierwszy mówi mu, że go kocha. |                              |                      |
| 26 | Wyciągnąć wnioski            | 21 października 2010 |
| Krzysztof prowadzi zajęcia o śmierci na scenie. Dochodzi do konfliktu z Mironem, który pod wpływem traumatycznych wspomnień(śmierć dziewczyny) zachowuje się nieznośnie. Krzysztof dodatkowo rozdrażniony przez alergię, traci panowanie nad sobą i wyrzuca Mirona z klasy. Miron próbuje popełnić samobójstwo. Próba na szczęście jest nieudana, ale bardzo porusza wszystkich w szkole. Krzysztof nie może się pozbyć poczucia winy. Pomaga mu rozmowa z Heleną i Alicją Dorota próbuje jakoś załagodzić niezręczną sytuację z Piotrem, jaka miała miejsce w hotelu. Nie ma jednak odwagi mu powiedzieć, że nie mogła się z nim kochać, ponieważ obok był ojciec z prostytutką. Bez tej informacji zachowanie Doroty jest dla Piotra nadal niezrozumiałe. Dochodzi do zerwania. Sylwia ma zamiar wziąć udział w konkursie na DJ w radiu. Ponieważ nie zna się na współczesnej muzyce młodzieżowej, prosi Roberta, by został jej asystentem. Robert mimo początkowych oporów godzi się i w ostateczności to on zostaje wybrany na DJ. Do Jerzego przybłąkał się mały kotek. Jerzy ku zaskoczeniu współmieszkańców przyprowadza kota do domu. Marzy o czymś stałym w życiu. Okazuje się jednak, że Krzysztof ma alergię na kota. Na szczęście kot ma właścicielkę i Jerzy musi go oddać. |                              |                      |
| 27 | Urodziny                     | 28 października 2010 |
| Studenci dowiadują się o nadchodzących urodzinach Doroty, mają nadzieję na huczną imprezę. Dorota woli urządzić wszystko po swojemu, co nie kończy się dobrze, jednak Inga staje na wysokości zadania. Robert próbuje zbliżyć się do Sylwii. Po kolejnych zajęciach aktorskich udaje mu się zwrócić na siebie uwagę ukochanej i zwabić ją do pokoju Antoniego. Nie wie, że świadkiem ich zbliżenia będzie cała szkoła. Alicja wybiera dwie studentki, Sylwię i Dorotę, które wezmą udział w castingu do roli Giselle. Marta jest oburzona, że została pominięta. |                              |                      |
| 28 | Faceci to świnie             | 4 listopada 2010     |
| Prawie wszyscy już wiedzą, że Piotr i Marta spędzili ze sobą noc. Tylko Dorota nie zdaje sobie z tego sprawy. Liczy na to, że uda jej się naprawić relacje z Piotrem. Zaprasza go na romantyczny wieczór. Miron wraca do szkoły po pobycie w szpitalu. Swoim zachowaniem wzbudza niepokój kolegów. Jowita postanawia wyleczyć Romę z zazdrości i udowodnić, że Jerzy jest kobieciarzem niewartym względów dziewczyny. Bernard dowiaduje się o ślubie byłej żony. Jest załamany. Krzysztof i Jerzy wyciągają go do klubu nocnego. Nie wiedzą, że są śledzeni. |                              |                      |
| 29 | Gra pozorów                  | 18 listopada 2010    |
| Jowita pokazuje Alicji kompromitujące zdjęcia Krzysztofa z wyprawy naszych przyjaciół do nocnego klubu. Alicja zarzuca zdumionemu Krzysztofowi nielojalność i zrywa z nim. W międzyczasie Marta na fali rywalizacji z Alicją przygotowuje się do konkursu ogłoszonego przez Operę Wrocławską na rolę Giselle, w której Alicja kiedyś święciła sukcesy. Niestety w trakcie castingu dowiaduje się, że była to również ostatnia rola Alicji, ta która złamała jej karierę. Przejęta Marta wycofuje się z castingu. Wbrew oczekiwaniom Alicja nie pochwala decyzji Marty i Marta idzie się upić. Alicja wyciąga pijaną Martę z klubu i zawozi do siebie do domu. Krzysztof, który dowiedział się od Jerzego, co było przyczyną zerwania, chce się wytłumaczyć. |                              |                      |
| 30 | Sekrety i kłamstwa           | 25 listopada 2010    |
| Marta dowiaduje się, że ojciec miał zawał, jest w szpitalu. Prosi Helenę o zwolnienie ze szkoły, musi jechać do ojca. Helena zwalnia Martę i zawiadamia o sytuacji Alicję. Alicja nie chce widzieć się z ojcem, zostawił ją, kiedy miała dwanaście lat i od tej pory nie interesował się nią. Helena mówi, że Marta wygląda na roztrzęsioną, martwi się o nią. Alicja decyduje się pojechać z siostrą. Mimo że to wieczór premiery filmu, w którym Krzysztof grał główną rolę. Alicja ma nadzieję zdążyć na premierę. W szpitalu okazuje się, że lekarz prowadzący będzie dopiero późnym wieczorem. Marta chce zaczekać, mówi Alicji, żeby wracała do Wrocławia, ale Alicja nie chce o tym słyszeć. Zostaje z Martą. |                              |                      |
| 31 | W obronie teatru             | 2 grudnia 2010       |
| Bernard przychodzi do szkoły z wiadomością, że ma być zamknięty jeden z teatrów w mieście. On i pani Jowita nie mogą się z tym pogodzić. Organizują akcję protestacyjną, w którą wciągają całą szkołę. Na zajęciach aktorskich Krzysztof przerabia ze studentami sceny z Don Juana. Po lekcji jeden z uczniów, Rafa, chcąc udowodnić, że jest współczesnym Don Juanem, usiłuje poderwać przypadkowo spotkaną dziewczynę. Ta odrzuca jego zaloty, lecz wyznaje miłość Kubie. Rafa nie daje za wygraną. Aleksandra robi wszystko, by pozyskać względy Krzysztofa. |                              |                      |
| 32 | Love Me Tender               | 9 grudnia 2010       |
| W szkole mają się odbyć eliminacje międzynarodowego konkursu. Aleksandra zarządza casting wśród studentów. Jej podopieczna, Sylwia, nie pojawia się. Krzysztof czuje się winny wobec Alicji. Próbuje zerwać stosunki z Aleksandrą. Tymczasem zaczyna go szantażować fotoreporter. Jerzy i jego zespół otrzymują propozycję nagrania płyty. Jowita zaprasza Bernarda na kolację, aby uczcić zwycięstwo w walce o teatr. |                              |                      |
| 33 | Show must go on              | 16 grudnia 2010      |
| Zbliża się premiera spektaklu, tymczasem podczas próby Sylwia traci siły. Robert spotyka producenta, który szuka kontaktu z zespołem Jerzego i Mirona. Krzysztof otrzymuje propozycję zagrania w serialu. Jednak rola oznacza rozłąkę z Alicją. Tuż przed premierą Sylwia traci przytomność. Zabrano ją do szpitala. Alicja decyduje, że rolę Sylwii zagra Marta. Robert dowiaduje się od lekarza, że Sylwia jest w ciąży. Następnie dziewczyna mówi mu, że to on jest ojcem dziecka. Aleksandra zaprasza Alicję do gabinetu Heleny. Tam Alicja zastaje rywalkę i Krzysztofa w dwuznacznej sytuacji. - Specjalny udział: Krzysztof Ibisz jako Andrzej Badurski. |                              |                      |